# HuffYUV
HuffYUV — кодек, призначений для стиснення відео без втрат у цілях заміни нестисненого YCbCr як формату відео захоплення. Незважаючи на «YUV» у назві, він використовує колірний простір не YUV, а YCbCr. «Без втрат» означає, що результат декомпресії біт-в-біт ідентичний потоку перед компресією (за умови, що не проводилося перетворення колірного простору). Алгоритм HuffYUV передбачає кожен піксель кадру і потім кодує похибку за алгоритмом Хаффмана.

## Принцип роботи
HuffYUV використовує алгоритм передбачення пікселів на основі сусідніх значень, що дозволяє зменшити кількість інформації, яку необхідно зберігати, оскільки записується лише різниця між передбаченим і фактичним значенням пікселя. Ця різниця кодується за допомогою алгоритму Хаффмана, що дає ефективне стиснення без втрат. Кодек був популярним серед відеоентузіастів та професіоналів, які працювали з великими відеофайлами в нестиснених форматах через його швидкість і ефективність.

## Реалізації
Оригінальна реалізація була написана Ben Rudiak-Gould для Windows і видана на умовах GPL. Реалізація вважається дуже швидкою, дає пропускну здатність стиснення до 38 МБ в секунду на Celeron 416 МГц. Оригінальний HuffYUV не оновлювався з 2002 р. Проте існує кілька сучасних версій:
- Lagarith — це сучасний форк HuffYUV, який продовжує розвиток і пропонує ще кращі рівні стиснення, зберігаючи безвтратний характер. Він також підтримує додаткові режими стиснення і кращу продуктивність для багатоядерних процесорів.
- Проєкт FFmpeg також містить реалізацію HuffYUV, що дозволяє створювати і програвати файли HuffYUV на Linux і Mac OS X. Ця реалізація зробила кодек доступним для широкого кола програмного забезпечення, таких як Медіапрогравач VLC, MPlayer та ffdshow, що підтримують FFMPEG як основу.

## Переваги та недоліки
- **Переваги**: HuffYUV забезпечує високу швидкість стиснення та декомпресії, що робить його ідеальним для захоплення відео в реальному часі та редагування великих відеофайлів. Оскільки він забезпечує стиснення без втрат, це дозволяє зберегти якість відео.
- **Недоліки**: основним недоліком є те, що формат HuffYUV не оновлювався з 2002 року, а також він не підтримує сучасні кодеки і формати відео високої чіткості, такі як 4K або HEVC. Для роботи з такими форматами необхідно використовувати інші сучасні кодеки.